# Герб Антигуа і Барбуди
Герб Антигуа і Барбуди — державний символ Антигуа і Барбуди.
Герб було розроблено у 1966 році Гордоном Христофером і прийнято 16 лютого 1967 року. Символіка на гербі складніша ніж на Прапорі Антигуа і Барбуди, але багато елементів подібні або аналогічні.
У верхній частині герба — ананас — фрукт, яким славляться острова. Навколо щита зображені кілька рослин, які поширені у країні: червоний гібіскус, цукрова тростина та юка. Підтримують щит пара оленів, що символізують дику природу островів.
На щиті сонце, також як і на прапорі, сходить над біло-блакитними хвилями — символами моря. Біля основи щита, перед морем, зображений стилізований цукровий завод. Сонце відображає в символічній формі новий початок, а чорний фон означає африканське походження багатьох громадян островів.
В основі сувій, на якому написаний девіз країни: «Старанням кожного здійснюється суспільне».
- Прапор Антигуа і Барбуди
- Гімн Антигуа і Барбуди